# Umberto Alongi

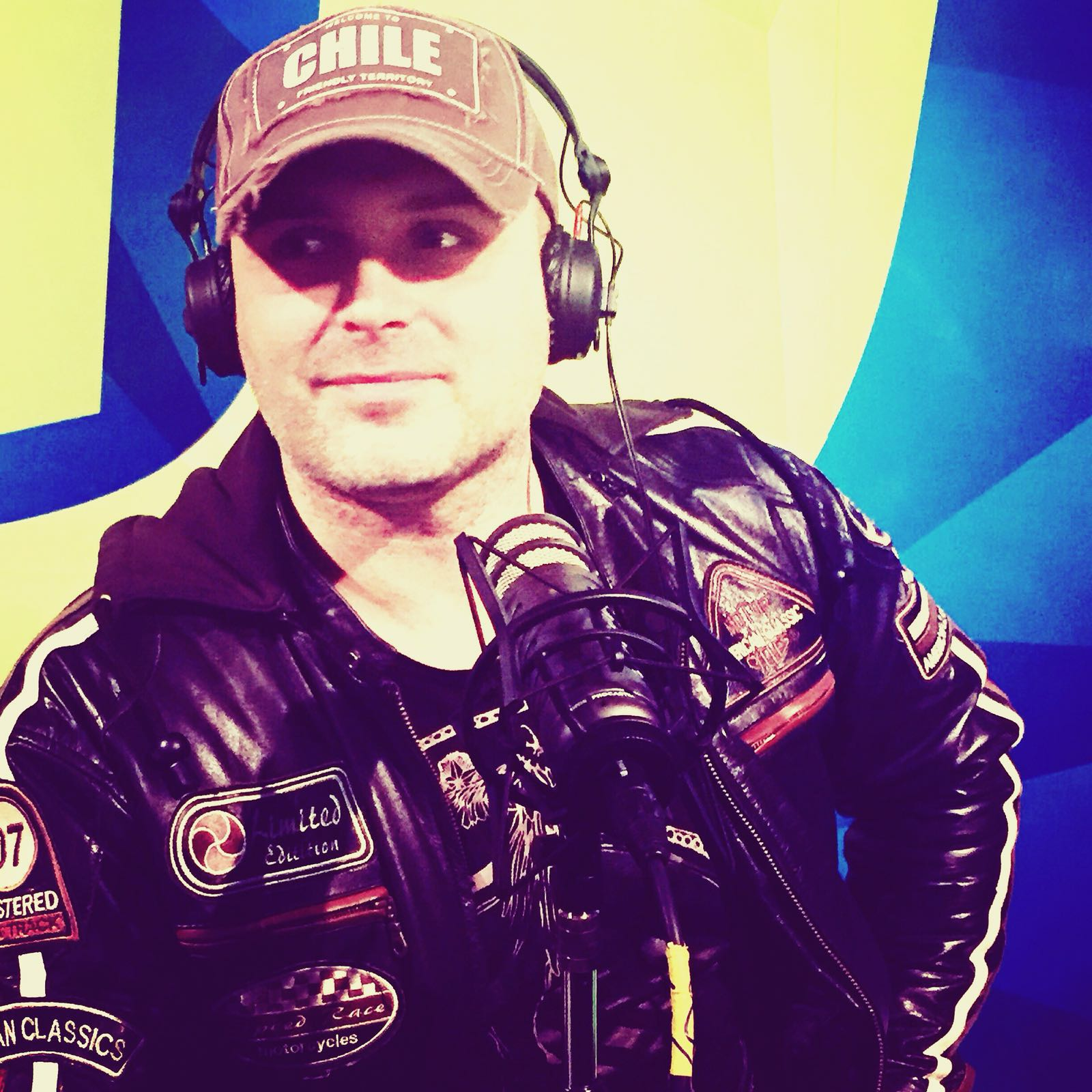
Umberto Alongi im Interview mit Radio Fiume Tessin

Umberto Alongi (* 26. Juli 1976 in Palermo, Italien) ist ein italienischer und Schweizer Popsänger und Songwriter, der auch Gitarre spielt. Alongi singt auf Italienisch, Spanisch und Englisch. Er lebt in Lugano im Kanton Tessin.

## Leben
Seit 2014 produzierte er mit den Plattenlabels Music-Mad Records und Me&U Records sowie Artists Management in London als Solist fünf Alben.
Im September 2015 nahm er an der Vorauswahl zum Eurovision Song Contest 2016 teil.
Im Oktober gewann er den Titel „Best Pop-Rock Best Latin Song“, der von der Akademia Music Awards für den Song „Abbracciami“ vergeben wurde. Weiterhin nahm er als einziger Schweizer Künstler am Festival von Ghedi teil, wo er mit dem Lied „Come stai“ das Halbfinale unter 300 weiteren Künstlern erreichte.
Seit dem 30. November 2015 ist das Lied „Come stai“, geschrieben von Marco Giorgi (Mariadele), im Radio zu hören und belegte Platz 7 in der Rangliste der zehn meistgesendeten Lieder Italiens. Später war es auf Platz 72 der Rangliste der Top 100 zu finden. Das Lied wurde von der Schallplattenfirma Latlantide produziert, die auch das neue Album herausbringt.
Im November 2015 erhielt Alongi den 1. Preis der „Akademia Music Awards“ mit dem Lied „Con un altro“, das von Gaetano Capitano (Gazzè – Giorgia) in Zusammenarbeit mit Valentino Alfano (Mina) und Marco Elfo Buongiovanni (Cugini di campagna) geschrieben wurde.
Umberto Alongi gründete im Jahr 2010 in Lugano die Band Diesel 23, die fünf Jahre bestand.

## Zusammenarbeit
- Gaetano Capitano
- Antony Franceschi
- Marco Giorgi
- Valentino Alfano
- Marco Elfo Buongiovanni
- Andrea Zuppini[14]

## Diskografie

### Studioalben
- 3 Minuti - (iM Digital, Me&U Records)
- Illimitatamente - (Auditoria Records)

### Singles
- Come il respiro - (Tunecore) - 2015
- Con un altro - (Me&U Records) - 2015
- Come stai - (Latlantide) - 2015
- Che Natale è - (Me&U Records) - 2015
- Lei non c'è più (Latlantide) - 2016
- 3 minuti - (iM Digital - Me&U Records) - 2016
- Ragazzi Italiani - (Auditoria Records) - 2017
- Tempo ne avrò - (Me&U Records - Auditoria Records) - 2017
- Il futuro si è perso - (Me&U Records - Sony Music Italia) - 2018
- Pura Follia - (Me&U Records) - 2018

### Featuring
- Someone to love – Last Chance, Alben von Diesel 23
- I miss you – Last Chance, Alben von Diesel 23
- Oh Anima  feat. Valentino Alfano - Illimitatamente, Alben von Umberto Alongi

### Spanische Singles
- Abrázamé
- Cómo estás

## Teilnahmen
- Eurovision Song Contest – September 2015 – Schweizer Vorauswahl
- Akademia Music Awards – Oktober 2015 – Erster Platz
- Festival di Ghedi – November 2015 – Halbfinalist
- Akademia Music Awards – November 2015 – Erster Platz
- Eurovision Song Contest – September 2016 – Schweizer Vorauswahl[15]